# Таргіонія
Таргіонія (Targionia) — рід печіночників ряду маршанцієвих. Це єдиний рід у родині Targioniaceae у цьому порядку. Цей рід поширений у всьому світі в районах із середземноморським кліматом. Тобто в регіонах з жарким сухим літом і прохолодною вологою зимою.

## Види
- Targionia elongata
- Targionia hypophylla
- Targionia lorbeeriana
- Targionia stellaris